# Веренчанка
Веренча́нка — село в Україні, адміністративний центр Веренчанської сільської громади Чернівецького району Чернівецької області.

## Географії
Село Веренчанка розташоване за 38 км від обласного центру та 8 км від міста Заставна, у Пруто-Дністровському межиріччі. Через село пролягає залізнична лінія Тернопіль — Чернівці, на якій розташована однойменна залізнична станція, за 5 км від села пролягає автошлях міжнародного значення М19 Ковель — Луцьк — Тернопіль — Чернівці.

## Історія
На території села розкопані поховання доби бронзи (II тисячоліття до н. е.). В урочищі Новоселиці та в центрі села виявлені залишки двох ранньослов'янських поселень черняхівської культури (II–VI століття н. е.).
За переказами, на місці села колись був хутір, де жила майстриня-ткаля, що виробляла чудові барвисті верені, тобто рядна; люди з навколишніх сіл ходили до неї милуватися різноманітними виробами, говорячи, що ідуть до «Веренчі». Ця назва з часом змінилась і залишилась за селом як Веренчанка. Перша письмова згадка про село датується 1589 роком, коли за грамотою молдавського господаря воно було передано поміщикові Ончулу Веренчулу. Проте, 1589 рік не може вважатися роком заснування села, яке могло з'явитися значно раніше, проте традиційно заснування населеного пункту, якщо немає інших додаткових свідчень, прийнято обчислювати саме від першої писемної згадки.
Після приєднання Буковини Австро-Угорщиною на початку 1775 року в селі налічувавалось 133 родини, з них 129 — селянських. Важким було становище трудівників Веренчанки. Власник села поміщик Контакузіно віддавав його в оренду численним орендарям, які посилювали феодальне гноблення. У 1799 році орендар Зотта захопив 110 фальч громадської землі, у 1802 році — 67 фальч пасовиськ, де став випасати власну худобу: 150 коней, 80 волів, 100 корів, 300 овець. У той же час селянська худоба гинула через відсутність кормів. У 1808 році новий орендар Черновка теж намагався захопити селянські пасовища.
На початку ХІХ століття громада мала власну символіку — печатку з зображенням сарни, над якою в повітрі летить птах, і написом польською мовою пол. Werenczanka.
Селяни змушені були тікати з села, втечі набирали масового характеру. У 1809 році село залишили 27 родин (109 осіб) селян, у 1815 році втекло 26 родин.
За переписом 1821 року в селі було 2445 йохів (1 йох — 0,4 га) орної землі. У 1840 році селяни звернулися до суду зі скаргою на поміщика, який загарбав велику частину цієї землі та пасовищ. «Слідство» у цій справі тривало майже 12 років і закінчилося на користь поміщика. Експлуатація селян Веренчанки з кожним роком посилювалась.
На початку XIX століття селяни змушені були замість 12 офіційних днів панщини відробляти 70 ненормованих робочих днів. Крім того, селянин повинен був раз на рік безкоштовно перевезти до міста одну підводу панських харчів, дві підводи дров, давати панові десятину урожаю. Кожна родина здавала також міток прядива та птицю.
Скасування панщини у 1848 році покращило становище селян Веренчанки. Проте зростала кількість халупників-батраків; у 1856 році їх було 49, у 1865 році — 1002. Разом з біднотою вони складали майже половину мешканців села. Однією з форм експлуатації трудівників Веренчанки було «пропінаційне право» — поміщик примушував селян купувати за високу ціну горілку в його 4-х корчмах.
У 1855 році сільська громада Веренчанки відмовилась виконувати шарварки. Для придушення опору селян у Веренчанку були направлені солдати. Влада заарештувала організаторів руху А. Васкана й С. Свища, проте вони потім втекли. В їх хатах були розміщені солдати для екзекуції. В ніч з 23 на 24 серпня 1855 року селяни напали на солдатів, роззброїли їх і побили. Після цього селяни стали збиратися на вулицях, деякі з них були озброєні косами. Коли з сусіднього села прибуло декілька жандармів, на них з косою кинувся С. Свищ, але був поранений. На допомогу жандармам прибула рота солдатів, було заарештовано 8 селян. Сили були нерівні, селяни припинили боротьбу, що тривала понад 2 місяці.
Гнані злиднями, селяни Веренчанки емігрували за кордон. У 1899 році до Канади виїхало 7 селян, у 1900 році вже 36 селян вирушили за океан в пошуках щастя.
Першу початкову школу в селі відкрили наприкінці 1857 року. Перший учитель — Семен Палієвич залишив по собі пам'ять доброї людини. У 1875 році громада побудувала нову школу на 6 класних кімнат. Чимало дітей, проте, залишалося поза школою. У 1906—1907 роках із 572 дітей шкільного віку навчалось 330, причому атестовано було лише 213 учнів. У 1911 році в селі відкрито читальню — філію товариства «Руська бесіда».
Український письменник і педагог Д. Я. Макогон, який тривалий час працював у Веренчанці вчителем, в оповіданні «Вибагливий панич» так описує навчання у місцевій школі: «В малій низенькій хатині з повибиваними вікнами і дірявими стінами збиралося щоднини 60 дітей на науку. Одні сиділи на лавках, а інші стояли попід стінами. Свої місця міняли діти щоденно: котрі сьогодні сиділи, то мусили стояти завтра, коли прийшлося писати задачу, то ті, що стояли, притискали зошит до стіни і так писали».
У Веренчанці провела свої юнацькі роки донька Д. Я. Макогона відома українська письменниця Ірина Вільде, у творах якої, зокрема в повісті «Повнолітні діти», відтворено картини пейзажу і побуту цього села. Згадує вона Веренчанку і в новелі «Лисні».
Станом на 1904 рік в селищі налічувалось 4039 мешканців, частина маєтку належала до власності графа Станіслава Яблоновського, частина — до власності купця Мортка Корна. У Веренчанці відкрита залізнична станція та пошта.
На початку XX століття боротьба селян проти соціального і національного гніту загострюється. Під впливом російської революції 1905—1907 років у Веренчанці відбувся страйк сільськогосподарських батраків та малоземельних селян, які протестували проти поміщицького гніту. Селяни боролись і за свої права. їх представники разом із трудівниками сусідніх сіл були на вічі у м. Заставні, де висунули вимогу загального виборчого права.
З часом село зростало. За переписом 1910 року в селі налічувалось 3887 осіб.
Під час Першої світової війни внаслідок бойових дій Веренчанка зазнала суттєвих руйнувань. Село декілька разів переходило з рук у руки.
У листопаді 1918 року село, як і всю Буковину тимчасово перебувало під окупацією Румунії.
Національний та соціальний гніт став нестерпним. Непосильні податки і повинності розоряли селян. Зубожіння селян посилювалося. Станом на 1930 рік в селі з 865 дворів 37 були зовсім безземельними, 77 не мали орної землі, 115 мали близько 0,5 га землі на родину, 173 — по 1 га, а 459 селянських господарств — від 2 до 10 га землі. В той же час чотири куркулі і «Товариство цукру» володіли 1340 га, поміщикам Бабаду і Векслеру належало понад 1700 га орної землі. На території села були розташовані два спиртозаводи.
Культурно-освітнє життя села в період румунської окупації значно погіршилося. Попри те, що у 1937 році з 4180 мешканців, що проживали у Веренчанці, 3774 були українцями, село не мало жодного українського культурно-освітнього закладу чи школи. Навпаки, українська школа і читальня товариства «Руська бесіда» з перших же днів окупації села були закриті.
Тривалий час мешканці села були позбавлені будь-якої медичної допомоги. Лише у 1930 році в селі було відкрито приватний диспансер. Лікування вимагало великих коштів, тому селяни звертались до лікаря дуже рідко.
28 червня 1940 року радянські війська окупували Буковину. У липні 1940 року було створено Раду депутатів трудящих в складі Г. Г. Ільчука — голови сільради, А. Б. Захарійчука, Г. В. Дячука, Д. Д. Ваксмана, Д. В. Харюка, Е. М. Козоріза, М. І. Скрипника. Між селянами було розподілено поміщицьку землю, худобу. Всього вони одержали 1290 га землі, 105 корів, чимало овець та свиней. У колишньому маєтку поміщика було утворено машинно-тракторну станцію. Трактори та інші машини були надіслані зі східних областей УРСР. МТС обслуговувала населення під час польових робіт. Станом на 1941 рік тракторний парк налічував 15 тракторів.
В селі почалися великі культурні перетворення. У Веренчанці відкрилася семирічна школа, клуб, бібліотека, медичний пункт, крамниця тощо. Відремонтувано також і стару школу. У 1940 році навчанням було охоплено 630 дітей, крім того, працювали гуртки з ліквідації неписьменності. Велику роботу щодо ліквідації неграмотності та лекційній пропаганді проводили новостворені комсомольська організація та жіноча рада. У червні 1941 року селяни Веренчанки та сусідніх сіл здали до фонду оборони близько 500 голів великої рогатої худоби та різних цінностей на загальну суму понад 5 тис. карбованців.
У липні 1941 року Веренчанку окупували румунсько-німецькі загарбники. Настали чорні часи грабунків та терору. У селян відібрали і повернули поміщикам оброблену і засіяну землю. За роки окупації загарбники завдали жителям села збитків на 812 тис. карбованців. Вони відібрали у селян 118 коней, чимало інвентаря. Сільськогосподарську техніку Веренчанської МТС окупанти вивезли до Німеччини.
У березні 1944 року Веренчанка була визволена від нацистських загарбників воїнами 64-ї гвардійської танкової бригади під командуванням Героя Радянського Союзу підполковника І. Н. Бойка. В лавах Червоної армії рідну землю захищали 262 мешканців Веренчанки, 100 з них полягли смертю героїв; селяни свято шанують їх пам'ять. За героїзм у боях проти ворога орденами та медалями нагороджено 57 жителів села. Багато з тих, хто зі зброєю в руках пройшли важкий солдатський шлях від рідного села через Білорусь, Литву, Польщу до Німеччини. В. В. Соколюк брав участь у визволенні міста Сувалки (Польща), Д. Г. Єремій — міста Дрездена, Г. Г. Першен закінчив свій бойовий шлях аж у далекій Японії. За бойові заслуги вони нагороджені орденами та медалями. Ордена Слави 3-го ступеня удостоєні Ю. І. Антомичук, Д. Г. Єремій, В. В. Соколюк, Ю. Ф. Франчук та І. М. Янчик, ордена Червоної Зірки — І. Д. Вакарчук та Ю. В. Харюк.
Відновлення роботи Веренчанської МТС у квітні 1944 року відіграло істотну роль у залученні селянства до колективного господарювання. До зони обслуговування МТС належало 17 сіл з 8400 дворами. В МТС було 10 тракторів, 10 коней, автомашина тощо; її штат становив 38 чоловік.
Початок радянською владою насильницької колективізації зустрів спротив місцевого населення, який координувався ОУН. Слід зазначити, що станична організація ОУН(б) діяла в селі з січня 1942 року. У Веренчанці з грудня 1944 по 18 листопада 1945 року базувався провідник Заставнівського надрайонного проводу ОУН Кушнірик Георгій («Ярема»), уродженець цього села. Після його захоплення органами МДБ підпілля в селі продовжувало діяти. У серпні 1946 року підпільниками МТС було спалено, а голова сільської ради був страчений.
Проте, під натиском сталінських репресій село повільно, але впевнено, вдалося колективізувати. До ініціативної групи по утворенню колгоспу 8 Березня спочатку було подано 32 заяви. У новоствореному колгоспі, головою якого був обраний Е. М. Козоріз, налічувалось 950 га орної землі. У 1950 році він мав уже 129 коней, 119 голів великої рогатої худоби, 115 свиней, 380 штук птиці.
У серпні 1948 року ініціативна група з 29 осіб організувала другий колгосп імені Івана Франка; його очолив І. Г. Захарійчук. На 12 вересня 1948 року тут налічувалося 117 осіб, які здали до артілі 28 коней, 27 возів, 26 борін, 23 плуги, молотарку тощо.
Впродовж 1948 року виникають ще два колгоспи: імені Тельмана та імені Жовтня. В інтересах дальшого зміцнення економіки артілей, у січні 1950 року колгоспники на своїх загальних зборах вирішили об'єднати всі чотири артілі в одну — імені 8 Березня. Першим головою об'єднаного колгоспу було обрано І. І. Новикова. Артіль мала 2846 га землі, у тому числі орної — 2200 гектарів.
У зміцненні колгоспу велику роль відіграв політвідділ Веренчанської МТС, створений у 1945 році. Активну роботу вела і парторганізація спиртового заводу, створена у 1948 році, та партійна організація при залізничній станції Веренчанка, що виникла у 1949 році. Того ж року за рішенням Заставнівського РК КП (б) у Веренчанці була створена територіальна партійна організація у складі 8 членів партії.
З 1947 року в селі діяла комсомольська організація, на початок 1949 року вона налічувала 16 юнаків і дівчат. Члени КПРС ставали потенційними мішенями для повстанців. У березні 1946 року  націоналісти вбили директора Веренчанської МТС комуніста Р. Д. Шульгу, комсомольця Д. С. Дярика,17 березня 1947 року — активіста В. В. Кравця та голову колгоспу Дмитра Костика.
З виявленням у жовтні 1962 року на території села покладів високоякісного гіпсового каменю, було відкрито кар'єр. У 1967 році на ньому видобуто 165 тис. тонн каменю. Камінь відправляється у Київ, Одесу, а 30 тис. тонн переробляється на гіпс в селі Кострижівцях. Всі процеси роботи на кар'єрі механізовані, 35 робітників обслуговували 3 екскаватори та чимало вантажних машин.
Веренчанка — село суцільної електрифікації, воно радіофіковане і телефонізоване. В селі діє 9 крамниць, 3 їдальні, 4 лазні, швейна та взуттєва майстерні, 3 дитячих ясел та дитячий садок.
На належному рівні охорона здоров'я. Одразу ж після визволення від нацистських окупантів у селі став діяти фельдшерсько-акушерський пункт з двома медичними працівниками та медичний пункт при МТС. В селі відкрито дві лікарні на 100 та 25 ліжок, аптека, стоматологічний кабінет. На 1968 рік у лікарні працювало 3 лікарі, 10 медичних сестер, 2 акушерки та 4 фельдшери. Щорічно всі жителі села проходять рентген-перевірку, профілактичний огляд, здійснюють профілактичні щеплення проти захворювань. Проводиться профілактична робота з учнями.
 У Незалежній Україні
Нова двоповерхова середня школа (Веренчанський опорний заклад загальної середньої освіти І—ІІІ ступенів імені Ірини Вільде) має різні навчальні кабінети, спортзал, майстерні. Тут набуває знань 477 учнів, яких навчає майже 40 учителів.
23 вересня 2018 року у Веренчанці  відкрито і освячено пам'ятник Тарасові Шевченку.
12 червня 2020 року, в ході децентралізації, село набуло статусу адміністративного центру Веренчанської сільської громади.
17 липня 2020 року, в результаті адміністративно-територіальної реформи та ліквідації Заставнівського району, село увійшло до складу Чернівецького району.

## Населення
Відповідно із переписом УРСР 1989 року чисельність наявного населення села становила 3924 особи, з яких 1794 чоловіки та 2130 жінок.
За переписом населення України 2001 року в селі мешкало 3698 осіб.

### Мова
Розподіл населення за рідною мовою за даними перепису 2001 року:
| Мова       | Відсоток |
| ---------- | -------- |
| українська | 99,43 %  |
| російська  | 0,32 %   |
| молдовська | 0,11 %   |
| румунська  | 0,05 %   |
| німецька   | 0,03 %   |

## Особистість
- Костик Василь Васильович — науковець, доцент кафедри української літератури ЧНУ імені Юрія Федьковича. Народився 7 лютого 1957 року в селі Веренчанка Заставнівського району. У 1991 році закінчив філфак ЧНУ імені Юрія Федьковича, з 1992 року працює на кафедрі української літератури. У 2007 році захистив кандидатську дисертацію на тему «Весняно-обрядовий фольклор Буковини». Досліджує українську фольклористику Буковини, фольклор національно-визвольних змагань, фольклоризацію церковних текстів, літературне краєзнавство.

## Галерея

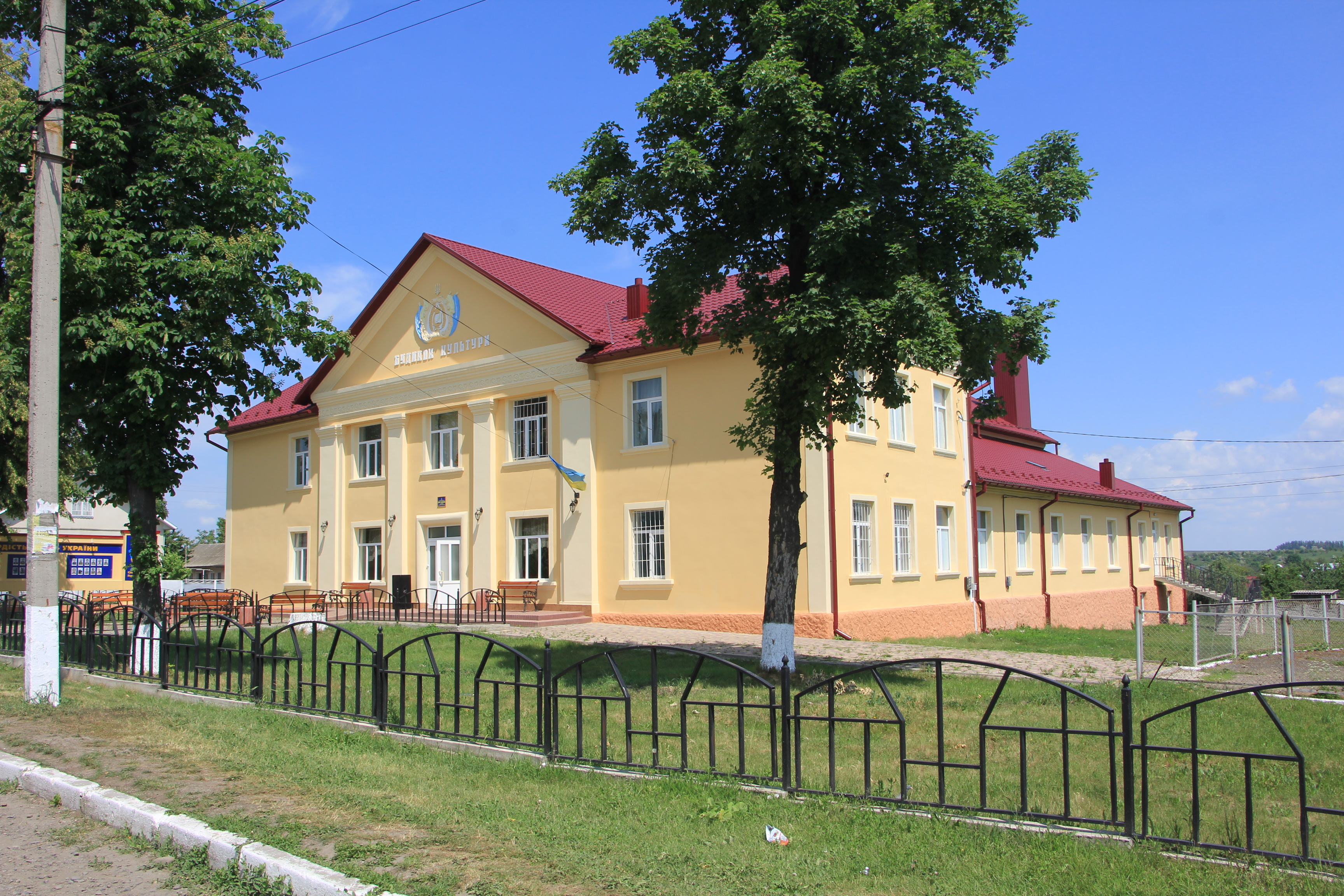
Будинок культури
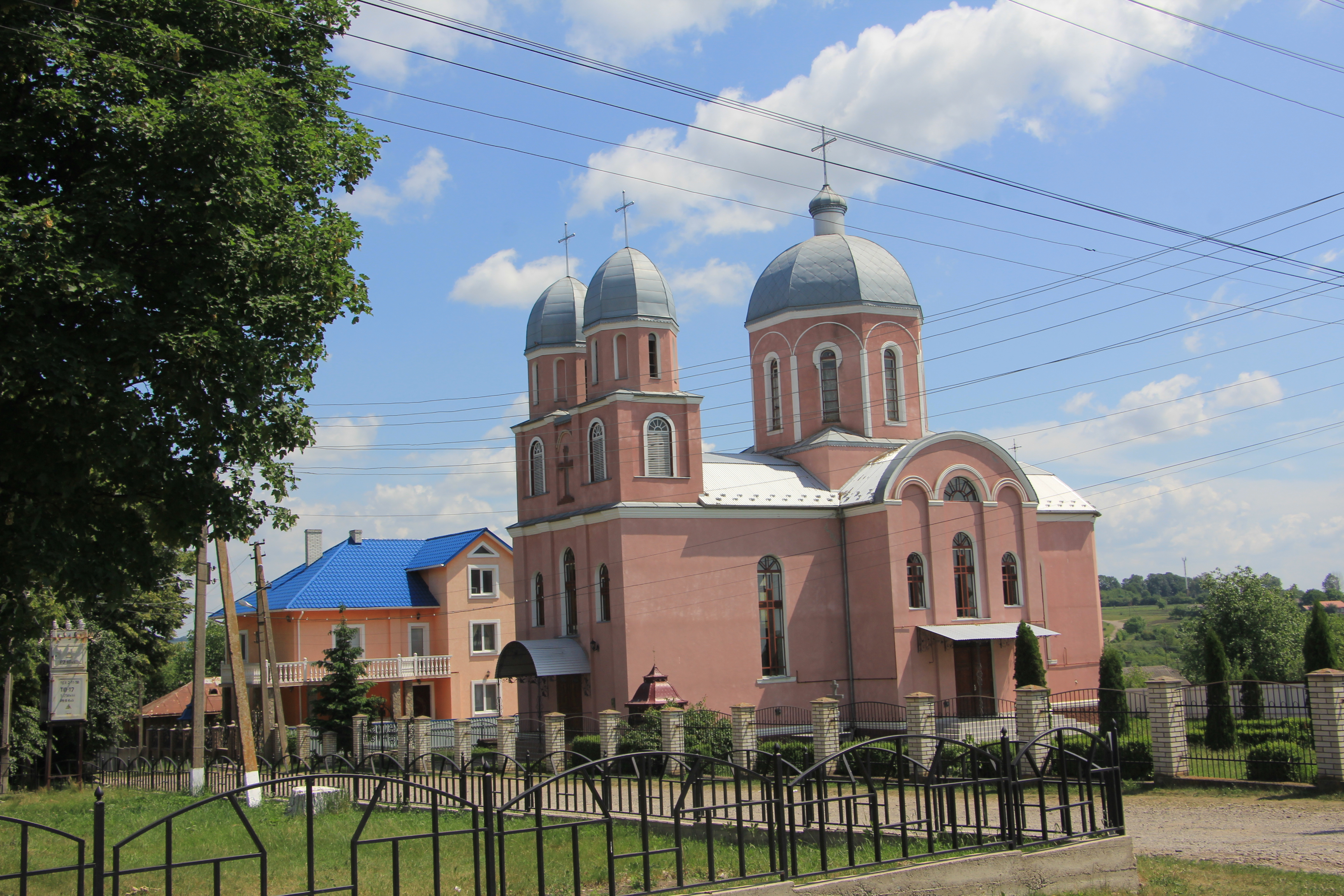
Храм